# Kursächsische Postmeilensäule Bad Liebenwerda

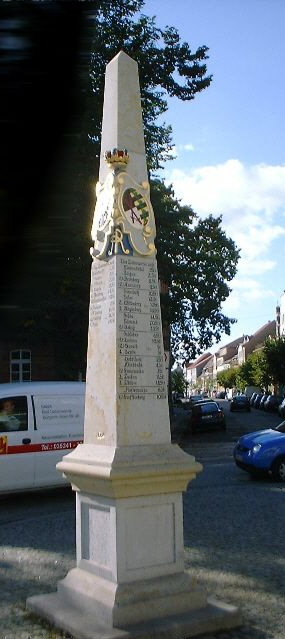
Distanzsäule auf dem Rossmarkt

Die kursächsische Postmeilensäule Bad Liebenwerda gehört zu den Postmeilensäulen, die im Auftrag des Kurfürsten Friedrich August I. von Sachsen durch den Land- und Grenzkommissar Adam Friedrich Zürner in der ersten Hälfte des 18. Jahrhunderts im Kurfürstentum Sachsen errichtet worden sind. Es handelt sich um die Nachbildung einer wappengeschmückten Distanzsäule. Sie befindet sich auf dem Rossmarkt in der brandenburgischen Stadt Bad Liebenwerda im Landkreis Elbe-Elster.

## Geschichte
Die Säule wurde nach 1730 aufgestellt. Der beauftragte Steinmetz war Johann Georg Schuhmacher aus Torgau, von dem noch Originalteile der Distanzsäule Belgern im dortigen Museum erhalten sind. Spätestens 1824 wurde die Distanzsäule lt. einer überlieferten Aktennotiz beseitigt, nachdem Liebenwerda an die neugebildete preußische Provinz Sachsen gefallen war.
Die Arbeitsgemeinschaft für Heimatkunde e. V. konnte mit Hilfe von Spendengeldern am 13. April 2003 eine Nachbildung der Säule auf dem Rossmarkt errichten lassen. Die nicht mehr vorhandenen Inschriften sind von der Forschungsgruppe Kursächsische Postmeilensäulen e. V. rekonstruiert worden. Auf die Angabe einer Jahreszahl wurde verzichtet.

## Aufbau
Die Distanzsäule besteht aus sieben Teilen. Sockel, Postament und Postamentbekrönung bilden den Unterbau.
Der Oberbau besteht aus Zwischenplatte, Schaft, Wappenstück und Spitze.